# Krummensee (Angermünde)

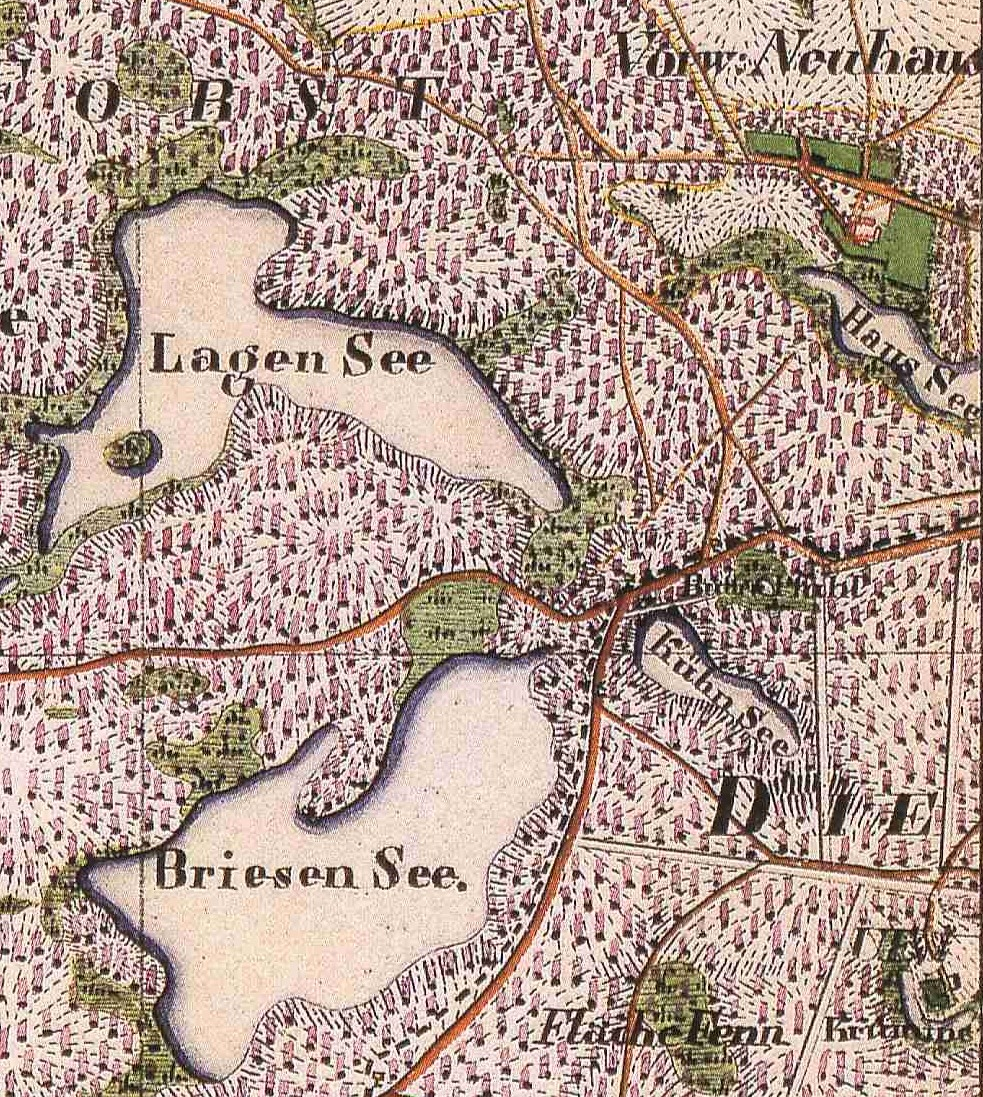
Der Wohnplatz Neuhaus, mit Laagensee, Briesensee und Haussee sowie der Unterförsterei Krumme (in der rechten unteren Ecke, Blattrand!) auf dem Urmesstischblatt Nr. 2948 Friedrichswalde von 1826

Krummessee war ein Wohnplatz auf der heutigen Gemarkung von Steinhöfel, einem Ortsteil von Angermünde im Landkreis Uckermark (Brandenburg). Das Forsthaus wurde um/nach 1800 aufgebaut und ist bereits 1847 wieder abgerissen worden. Anstelle dieses Forsthauses wurde das Forsthaus Luisenthal errichtet.

## Lage
Die Försterei Krummensee lag 1,6 km südlich von Neuhaus, knapp 2 km nordnordwestlich von Redernswalde, 2,3 km südwestlich vom Wohnplatz Luisenthal und knapp 6 km südwestlich von Steinhöfel am Nordufer des Krummen Sees, der heute in Verlandung begriffen ist. Der Wohnplatz lag auf etwa 60 m ü. NHN völlig im Wald.

## Geschichte
Wann genau die Unterförsterei Krummensee errichtet wurde, ist nicht bekannt. Sie war 1826 vorhanden, wie das Urmesstischblatt Nr. 2948 Friedrichswalde von 1826 zeigt. 1837 ist das Forsthaus als Krummsee erwähnt. Es gehörte damals gemeinsam den Brüdern Friedrich Wilhelm und Heinrich Alexander von Redern. In der Topographisch-statistische(n) Uebersicht des Regierungs-Bezirks Potsdam und der Stadt Berlin von 1841 (gibt den Stand von 1840 wieder) ist Krummensee als Försterei zu Görlsdorf gehörig aufgeführt. Es gehörte damals zum Rittergut Görlsdorf Friedrich Wilhelm von Redern (1802–1883) auf Görlsdorf und Greiffenberg. 1843 gehörten zum Forstdienst-Etablissement in der Görlsdorfer Forst auch Grundstücke am Flachen Fenn. Von 1848 stammt die Nachricht, dass das Forst-Etablissement Krummensee im Jahr 1847 eingegangen ist. Die Gründe für das Ende der Försterei sind nicht bekannt. Auch was unter eingegangen zu verstehen ist, ob abgerissen, durch Brand zerstört oder durch einen steigenden Seespiegel unbewohnbar, ließ sich nicht ermitteln. Als Ersatz wurde nicht weit von der Försterei Krummensee entfernt (ca. 2,3 km Luftlinie nordöstlich) die neue Försterei Luisenthal aufgebaut.
Die Unterförsterei Krummensee gehörte zum Rittergut Görlsdorf bzw. später Gutsbezirk Görlsdorf. 1928 wurde der westliche Teil des Gutsbezirks Görlsdorf abgetrennt und nicht der Gemeinde Görlsdorf zugewiesen, sondern der neugebildeten Gemeinde Neuhaus zugeteilt. 1957 wurde die Gemeinde Neuhaus in die Gemeinde Steinhöfel eingegliedert und auch die Gemarkung Neuhaus aufgelöst und mit der Gemarkung Steinhöfel vereinigt. Das Areal der früheren Unterförsterei gehört heute daher zur Gemarkung Steinhöfel. Steinhöfel wurde 2003 in die Stadt Angermünde eingegliedert und ist heute ein Ortsteil von Angermünde.